# 林珉萱
林珉萱（1978年5月6日—）是台灣女性漫畫家，本名林威敏，別號小威老師。代表作品為《雞排公主》。

## 簡歷
- 《夢夢少女漫畫月刊》連載漫畫家。
- 國立台灣師範大學附屬高級中學美術班。
- 中國文化大學美術系西畫組學士學位。
- 銘傳大學學士後中等教育學分班
- 合格國中高中美術科教師
- 東立出版社第八屆東立漫畫新人獎第二名。
- 東立出版社第九屆東立漫畫新人獎第一名。
- 第一屆金漫獎最佳少女漫畫類獎、年度最佳漫畫獎（《雞排公主》）。

## 爭議
2021年6月28日，林珉萱於臉書以插畫方式，表示男嬰的生殖器很可愛，並描繪夫妻倆照顧兒子時，猜拳輸的人要含一下兒子陰莖（即口交），最後插畫中兩人皆有含其兒子的陰莖，並稱其兒子之陰莖口感如粉腸；被質疑對兒童性虐待、侵犯幼兒身體自主權，並有散布兒童色情作品之嫌疑。事後，林珉萱於臉書發文道歉並暫時關閉臉書帳號，臺北市政府社會局介入調查。
臺北市政府警察局婦幼警察隊受理報案後，傳喚林珉萱夫妻到案。8月25日，臺灣士林地方檢察署偵查終結，檢察官依據《中華民國刑法》第222條「加重強制性交罪」將林珉萱夫妻起訴，可處七年以上有期徒刑；另因林珉萱繪成插畫並上傳網路，檢察官再以《兒童及少年性剝削防制條例》「拍攝、製造兒童為性交或猥褻行為電子訊號罪」將林珉萱起訴。
2023年3月，臺灣士林地方法院將林女判決2年有期徒刑，林女丈夫1年7月，均緩刑3年。檢方和被告均未上訴，全案確定。

## 作品一覽
- 《小威老師漫畫教室》目前3冊（尖端出版）
- 《蝴蝶愛看書》全1冊（《夢夢少女漫畫月刊》連載，尖端出版）
- 《傲龍戲鳳妙情緣》（《甜芯少女漫畫月刊》連載，收錄於《蝴蝶愛看書》單行本中）
- 《雞排公主》全2冊（《甜芯少女漫畫月刊》連載，尖端出版）
- 《月影無敵》小說封面、內頁漫畫（小說作者尹晨伊，尖端出版）
- 《年上×年下》 全2冊（《甜芯少女漫畫月刊》連載2010年1月至2011年4月號完結）
- 《戀愛夢遊》收錄於《青春取向》（與米絲琳、顆粒作品合輯，尖端出版）
- 《大俠，別怕》小說封面（小說作者夢三生，尖端出版）
- 《雞排王子》全3冊（《甜芯少女漫畫月刊》連載完，尖端出版）
- 《勇往直前灰姑娘》（《夢夢少女漫畫月刊》連載中，尖端出版）
- 《小威老師‧林珉萱畫集～祕密花園～ 2006－2015》（尖端出版）

## 外部連結
- 小威老師的痞客邦部落格 （页面存档备份，存于）
- 林珉萱的Facebook專頁